# Дзамбони, Джузеппе
Джузеппе Дзамбони (итал. Giuseppe Zamboni; 1 июня 1776, Арбиццано, провинция Верона, Венеция — 25 июля 1846, Верона) — итальянский священник и физик.

## Биография
В 1799 году стал аббатом и преподавателем философии в городской школе Святого Себастьяна, а также входил в епархиальную коллегию, отбиравшую приходских священников. С 1800 года уделял значительное внимание физике, к 1805 году получил известность своими работами в области электричества и занял должность преподавателя физики в лицее Вероны, который после преобразований наполеоновской эпохи получил известность в качестве лицея-гимназии имени Шипионе Маффеи (Liceo ginnasio statale Scipione Maffei). С 1810 года Дзамбони занялся проблемой конструирования «сухих» электрических батарей без использования кислоты, которая применялась в первой батарее Вольта. В основу элемента питания конструкции Дзамбони изначально легли диски «серебряной бумаги» (carta d’argento, бумага с цинковой фольгой), на обратную сторону которых наносилась суспензия из древесного угля, обработанного азотной кислотой (позднее изобретатель заменил угольную пасту на особым образом обработанную двуокись марганца). Дзамбони организовал мелкосерийное производство своих батарей, которые получили известность не только в Италии, но и в других государствах Европы. Он также создал с использованием своих батарей электрические маятники и зубчатые передачи, а те, в свою очередь, применял для изготовления электрических часов механик физической лаборатории королевского лицея Вероны Карло Стрейциг (с 1814 года они демонстрировались желающим в его частной квартире), занимался их производством также известный веронский часовщик Джованни Бьянки (Giovanni Bianchi). Особенностью батарей Дзамбони считается их невероятно большая ёмкость. Как утверждается, в Музее истории физики Падуанского университета в 1830 году был установлен электрический маятник на батареях Дзамбони, который без подзарядки или замены элементов питания продолжал действовать в 1930 году, такой же маятник в Институте физики в Модене работал более ста лет, начиная с 18 мая 1839 года. Кроме того, в Кларендонской лаборатории Оксфордского университета «маятник Дзамбони», снабжённый колокольчиками, действует уже второе столетие. Поскольку при жизни изобретателя все они продолжали работать, он называл свои маятники «вечными электромоторами». Тем не менее, это утверждение следует признать преувеличением, поскольку двуокись марганца со временем расходуется, а цинковая фольга окисляется.
В 1843 году Дзамбони издал отдельным трудом инструкцию по использованию своих «вечных электромоторов», которую разделил на три части. Первая из них была посвящена фундаментальной теории электричества, вторая — конструкции электромоторов и сухих батарей, а третья — применению этих батарей. В предисловии автор объяснял публикацию необходимостью изучить физические принципы действия своего оборудования перед его использованием, поскольку подобного рода знания в те времена ещё не получили широкого распространения.
В стихотворении поэтессы Катерины Бон Бренцони Ad un amico in Pavia, помеченном 1 января 1846 года, есть слова «тот, кто стал славным светом нашей Родины» (Quel della patria nostra inclito Lume), которые комментаторы относят к Джузеппе Дзамбони. Он скоропостижно скончался 25 июля 1846 года.

## Труды
- Della pila elettrica a secco. Dissertazione, 1812
- Descrizione ed uso dell’elettromotore perpetuo, 1814
- Sopra i migliormenti da Lui fatti alla sua pila elettrica, Lettera all’Accademia Reale delle Scienze di Monaco, 1816
- L’elettromotore perpetuo, 1820 (1-я часть) и 1822 (2-я часть)
- All’Accademia Reale delle scienze di Parigi, 1831
- Sull’argomento delle Pile secche contro la Teoria elettro-chimica, 1836
- Difesa degli argomenti tratti dalle Pile secche per la teoria voltiana contro le obiezioni Sig.De la Rive. «Memorie di fisica», том XXI, 368, 1837.
- Sull’elettromotore perpetuo, istruzione teorico-pratica, 1843